# 劉彭年 (明朝)
劉彭年，字惟静，号培庵，四川重庆府巴县人，祖籍湖北陽新，明朝政治人物、進士出身，劉春之子。

## 生平
正德九年（1514年）甲戌科進士，历任礼部精膳司署员外郎，嘉靖四年（1525年）五月升贵州按察司佥事、提督学校兼管屯田，六年十月以忤礼部尚书桂萼被免职。復除云南佥事，八年八月升湖广右参议，调云南左参议，十三年七月升陕西按察司副使，历本省按察使，十八年八月升湖广右布政使，十九年十二月轉左布政，二十年十月升至都察院右副都御史、貴州巡撫，二十三年二月被论致仕。劉氏家族四代進士，為當地望族。

## 家族
祖父劉規，监察御史。父劉春，成化進士，礼部尚书謚文簡。叔劉臺，雲南参政，劉臺子劉鶴年，雲南布政使。鶴年孫劉世曾，巡撫雲南右副都御史。
劉彭年子劉起宗，遼東苑马寺卿；孫劉世賞，廣東左布政使。